# Chevrolet Kingswood Estate
La Chevrolet Kingswood Estate est une automobile de type break full-size produit par la marque Chevrolet entre 1969 et 1972, pendant familial de la berline Caprice, considéré à l'époque comme le break le plus luxueux jamais commercialisé par la marque. Afin de la différencier de sa petite sœur Kingswood établie sur la base de l'Impala, ses créateurs l'avaient dotée de panneaux latéraux en faux-bois, à l'image des breaks Woody du début des années 1950. Ce break Caprice ne s’arrêtât pas en 1972 mais continue à être produit jusqu'au milieu des années 1990 sous son nom générique, Chevrolet ayant décidé de supprimer les appellations  spécifiques à cette date. Le panneau arrière des modèles 1969 et 1970 comprenait un système d'ouverture latérale de la droite vers la gauche et disposait d'un bouton permettant aux passagers arrière (en neuf places) de déplier la banquette arrière dos à la route. Le système fut modifié à partir de 1971 avec un panneau arrière basculant comprenant la vitre arrière descendante.